# Harold Emery Moore
Pour les articles homonymes, voir Moore.
Harold Emery Moore, Jr. (7 juillet 1917 - 27 octobre 1980) était un botaniste américain particulièrement connu pour son travail sur la systématique de la famille des palmiers. 

## Biographie
Il a été directeur de l'Hortorium L. H. Bailey à l'Université Cornell et a été nommé professeur de botanique à Liberty Hyde Bailey en 1978. Il a été un contributeur important à Hortus Third et a été rédacteur en chef du journal des palmiers Principes (maintenant Palms). Il a également édité Gentes Herbarum et a fourni la fondation pour la première édition de Genera Palmarum, un travail séminal sur la taxonomie des palmiers qui a été plus tard complété par Natalie Uhl et John Dransfield.
Moore est né au Massachusetts en 1917. Il a reçu son B.S (Bachelor). du Massachusetts State College en 1939. Il a ensuite déménagé à l'Université Harvard où il a obtenu un M.S.(Master) en 1940 et Ph.D.(un Doctorat ). En 1942, après avoir obtenu son diplôme, il a servi dans l'armée des États-Unis de 1942 à 1946. En 1947, il a rejoint l'équipe de l'Herbarium Grey à Harvard. En 1948, il a déménagé à l'Hortorium L.H.Bailey à Cornell en tant que professeur adjoint de botanique. Il a été nommé professeur agrégé en 1951 et professeur titulaire en 1960. De 1960 à 1969, il a été directeur de l'herbier et a été nommé professeur de botanique Bailey en 1978. Bien qu'il soit surtout connu pour son travail sur les palmiers, Moore a également contribué l'étude des Gesneriaceae, des Geraniaceae, des Amaryllidaceae, des Cucurbitaceae et des Commelinaceae.
Moore a commencé son travail sur les palmiers en 1948 avec l'encouragement de Bailey lui-même, qui avait alors 90 ans. Bailey avait voulu créer un "Genera Palmarum", une délimitation appropriée de la famille des palmiers et de tous les genres qui s'y trouvaient. Quand Bailey est mort en 1954, le travail a été laissé à Moore. Moore a visité les principales collections historiques de palmiers aux États-Unis et en Europe et a appris que les collections existantes manquaient souvent des caractéristiques nécessaires pour comprendre les relations évolutives entre les genres. Cela a conduit à un effort mondial de sa part pour voir et recueillir autant de genres de palmiers qu'il le pouvait. Au moment de sa mort en 1980, il s'était rendu dans de nombreux endroits éloignés et avait recueilli tous les genres de palmiers, sauf 18 d'entre eux. Ces exploits lui ont valu l'adhésion à The Explorers Club.
En 1973, Moore a écrit un article, Les grands groupes de palmiers et leur distribution, qui présentait les grandes lignes de sa classification de la famille. Il a continué à construire sur cela, et en 1980 était finalement prêt à consacrer trois ans à la production de Genera Palmarum. Il est mort la même année, laissant ainsi le soin de compléter son travail à Natalie Whitford Uhl  et John Dransfield. Moore était l'auteur de près de 300 publications. Il a reçu les Guggenheim Fellowships en 1946-47 et 1955-56, la Médaille du Fondateur du Fairchild Tropical Garden en 1954 et a été nommé membre honoraire à vie de l'American Gloxinia and Gesnerid Society en 1958.